# 博-锡扬
博-锡扬（法語：Boô-Silhen，法語發音：[bo sijɛ̃]）是法国上比利牛斯省的一个市镇，属于阿热莱斯加佐斯特区。该市镇由博村（Boô）和锡扬（Silhen）等村庄组成。

## 地理
博-锡扬（43°1'7"N, 0°4'23"W）面积3.12 平方千米，位于法国奧克西塔尼大區上比利牛斯省，该省份为法国西南部内陆省份，北至热尔省，西接大西洋比利牛斯省，南与西班牙接壤，东临上加龙省。
与博-锡扬接壤的市镇（或旧市镇、城区）包括：阿戈斯-维达洛斯、阿热莱斯加佐斯特、艾罗斯-阿尔布伊克斯、艾扎克-奥斯特、热村、圣帕斯图斯。
博-锡扬的时区为UTC+01:00、UTC+02:00（夏令时）。

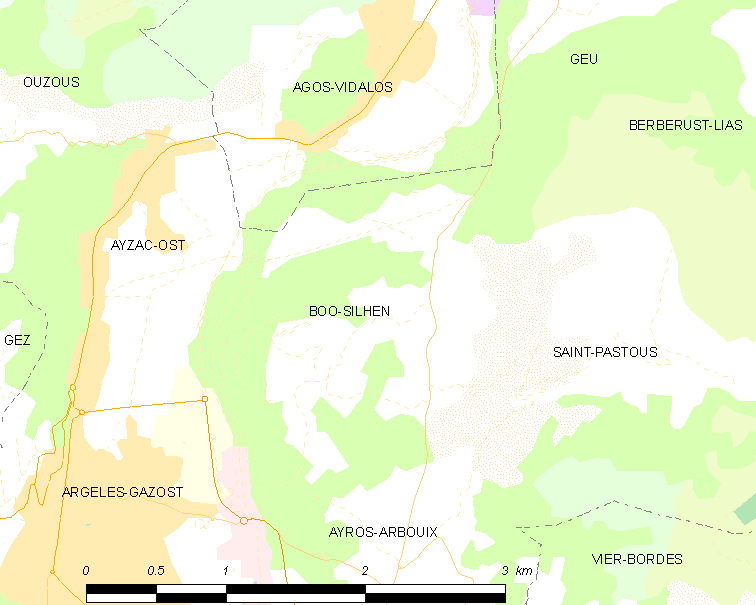
博-锡扬的OSM定位图

## 行政
博-锡扬的邮政编码为65400，INSEE市镇编码为65098。

## 政治
博-锡扬所属的省级选区为激流谷县。

## 人口

1962-2008年间博-锡扬人口变化图示

博-锡扬于2022年1月1日时的人口数量为319人。